# Jan Szaster
Jan Szaster (ur. 27 listopada 1741 w Krakowie, zm. 9 lipca 1793 tamże) – polski lekarz, farmaceuta, profesor Szkoły Głównej Koronnej.

## Życiorys
Urodził się dnia 27 listopada 1741 w spolonizowanej francuskiej rodzinie Piotra Pawła Chastere zamieszkałej w Krakowie i piszącej swoje nazwisko Szaster i jego żony Julianny z d. Laskiewicz. Po ukończeniu szkoły nowodworskiej ukończył Akademię Krakowską oraz zdobył praktykę w aptekach Krakowa, Wiednia i Wrocławia. W 1780 otrzymał doktorat z medycyny na uniwersytecie w Erfurcie.
Był właścicielem krakowskiej apteki "Pod Złotą Głową".
W 1783 rozpoczął wykłady w Szkole Głównej Koronnej i był pierwszym w Polsce profesorem farmacji.
W tym samym roku w grudniu razem z Janem Jaśkiewiczem, Janem Śniadeckim i Franciszkiem Scheidtem rozpoczęli przygotowania do wypuszczenia balonu na ciepłe powietrze. Krakowski balon na ogrzane powietrze został wypuszczony 1 kwietnia 1784 z terenu Ogrodu Botanicznego.
Wykłady w których nauczał również o truciznach i środkach uleczenia z tego jadu oraz badaniem żywności prowadził przez wiele lat w pomieszczeniach apteki "Pod Słońcem".
Żonaty był z Julianną Joanną Laskiewicz i mieli jedną córkę Annę Martynę Marię zamężną za Antoniego Szastera. Jan Szaster zmarł 9 lipca 1793 w Krakowie.

## Upamiętnienie
Jego imieniem nazwano:
- Aptekę "Pod Słońcem" w Krakowie,

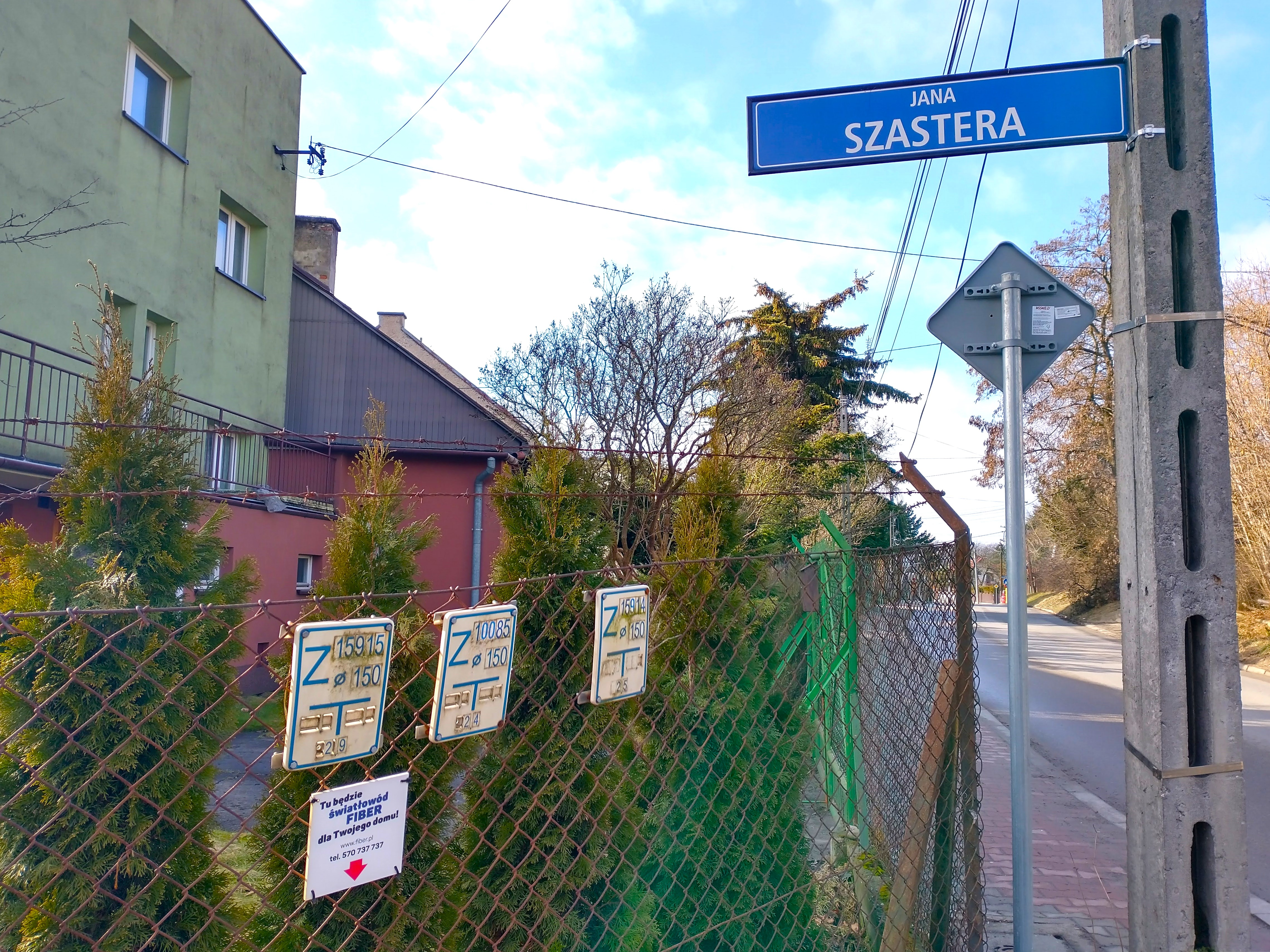
Ulica Szastera na krakowskim Bieżanowie

- jedną z sal wykładowych na Wydziale Farmacji Collegium Medicum UJ,
- ulicę w Dzielnicy XII Bieżanów-Prokocim Krakowa